# آنا-لینا هارکنن
آننا-لینا هارکُنِن Anna-Leena Härkönen (زادهٔ ۱۰ آوریل ۱۹۶۵) نویسنده و بازیگرِ فنلاندی است.
او در لیمینکا زاده شد و بازیگری را در کالجِ درام و برنامهٔ مطالعاتِ درامِ دانشگاه تامپره که در سال ۱۹۸۹ از آنجا فارغ‌التحصیل شد، آموخت. او در سال ۱۹۸۴ برای رمان نخستش Häräntappoase جایزهٔ JH Erkko را از آن خود کرد.
از فیلم‌هایی که وی در آن‌ها نقش داشته است، می‌توان به در مهتاب اشاره نمود.